# 1670 na literatura

## Nascimentos
| Data          | Nome             | Profissão          | Nacionalidade | Observações | Ref |
| ------------- | ---------------- | ------------------ | ------------- | ----------- | --- |
| 24 de Janeiro | William Congreve | poeta e dramaturgo | Inglaterra    | m. 1729     |     |

## Mortes
| Data           | Nome     | Profissão                       | Nacionalidade          | Observações | Ref |
| -------------- | -------- | ------------------------------- | ---------------------- | ----------- | --- |
| 15 de Novembro | Comenius | professor, cientista e escritor | Império Austro-Húngaro | n. 1592     |     |